# Stockholms Segelsällskap

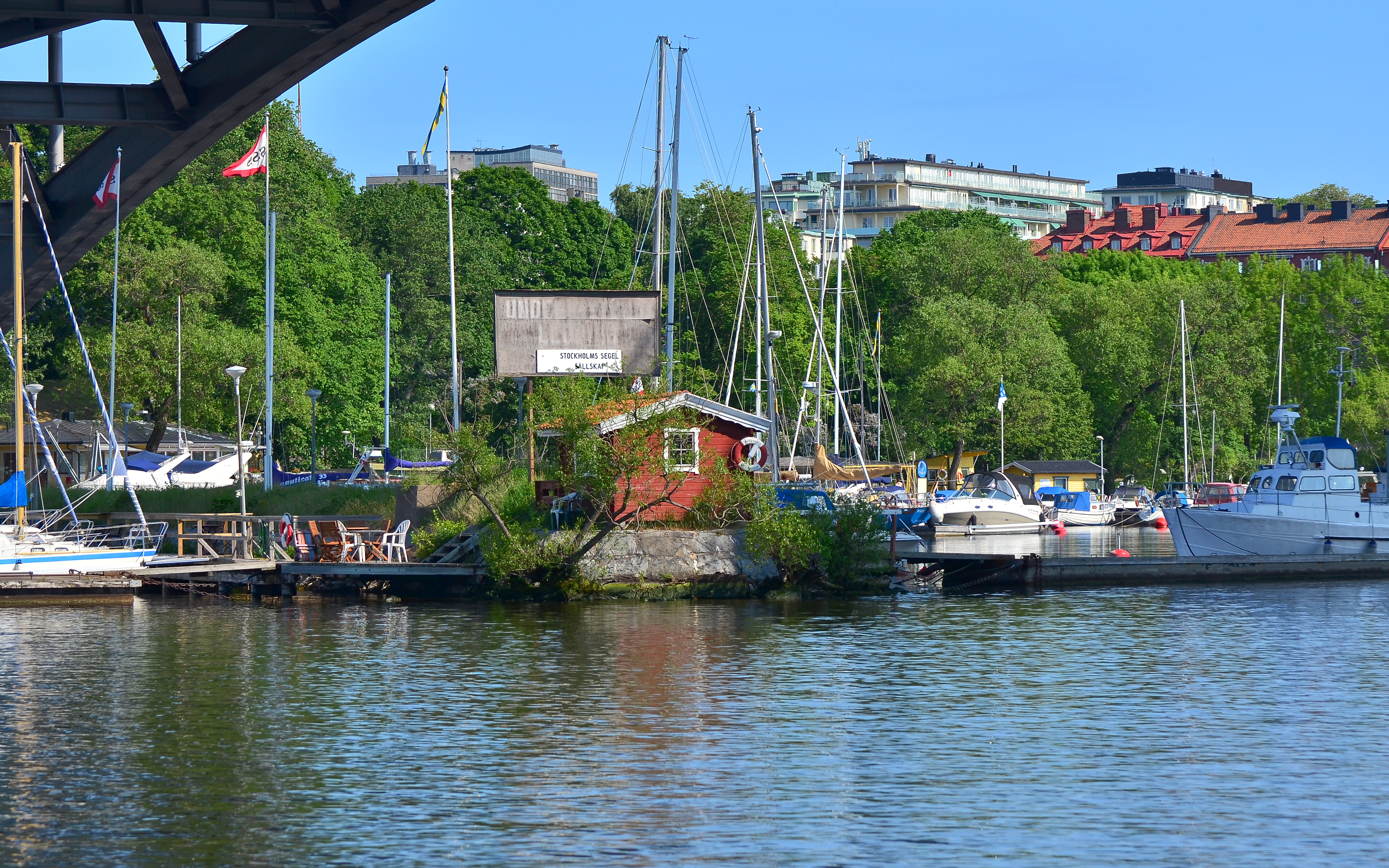
Västerbrohamnen.

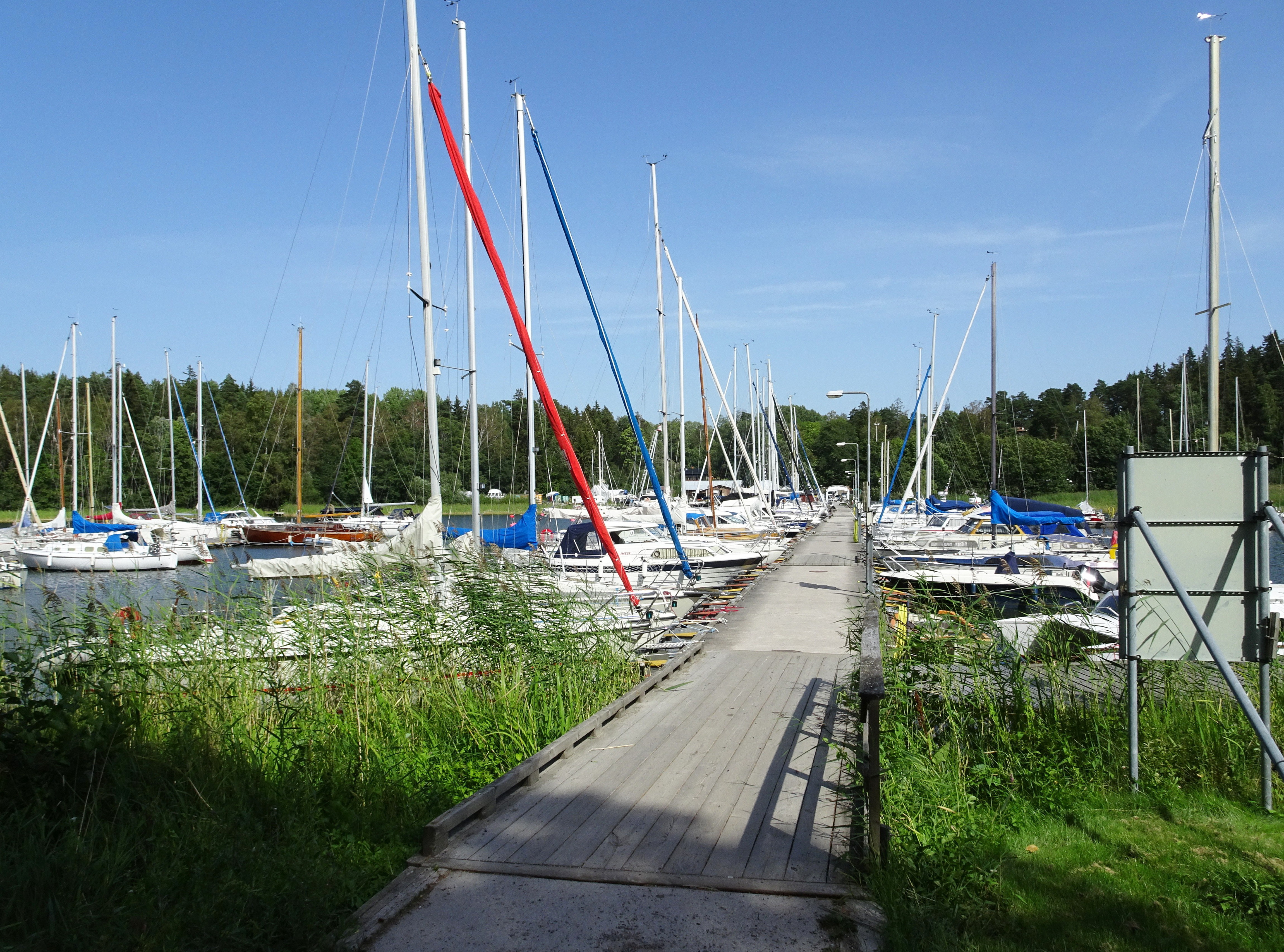
Rastaholms småbåtshamn.

Stockholms Segelsällskap är en förening som har sitt säte i Stockholm. Den bildades år 1895 och har till ändamål att som en allmännyttig förening på uppdrag av sina medlemmar främja båtlivet lokalt samt att verka för ett gott kamrat- och sjömanskap.
Totalt fyra hamnar och två varv invid Mälaren står till föreningens förfogande:
- Rastaholms Hamn & Varv
- Bergviks Hamn & Varv
- Västerbrohamnen
- Tranebergshamnen

Föreningen äger en ö utanför Ekerön i Mälaren som heter Rastaholm. 
Sällskapet bedriver en seglings- och ungdomsverksamhet under vår och höst i Västerbrohamnen. Under sommarlovet arrangerar föreningen seglarläger på Rastaholm. I Västerbrohamnen seglas det med båtar av typen Optimist, Zoom8, Laser och C55. Klubben förfogar över ett tiotal Optimister, sex lasrar och 4 c55:or
Inbjudan till Rasta training camp gick ut för första gången 2013. Träningslägret avslutas med en stor jollekappsegling på Björkfjärden. 
Höstregattan på Björkfjärden i september varje år har arrangerats av SSS i flera decennier.